# Peenemünde
Peenemünde (pol. hist. Pianoujście, także Kujawice) – gmina w Niemczech, w kraju związkowym Meklemburgia-Pomorze Przednie, w powiecie Vorpommern-Greifswald, wchodzi w skład Związku Gmin Usedom-Nord. Leży w północno-zachodniej części wyspy Uznam, nad cieśniną Piana i Bałtykiem, w obrębie historycznego Pomorza Zachodniego. W czasie II wojny światowej mieścił się tu niemiecki ośrodek badań nad nowymi broniami III Rzeszy, m.in. nad broniami V-1 i V-2.
W miejscowości jest stacja kolejowa Peenemünde.

## Historia

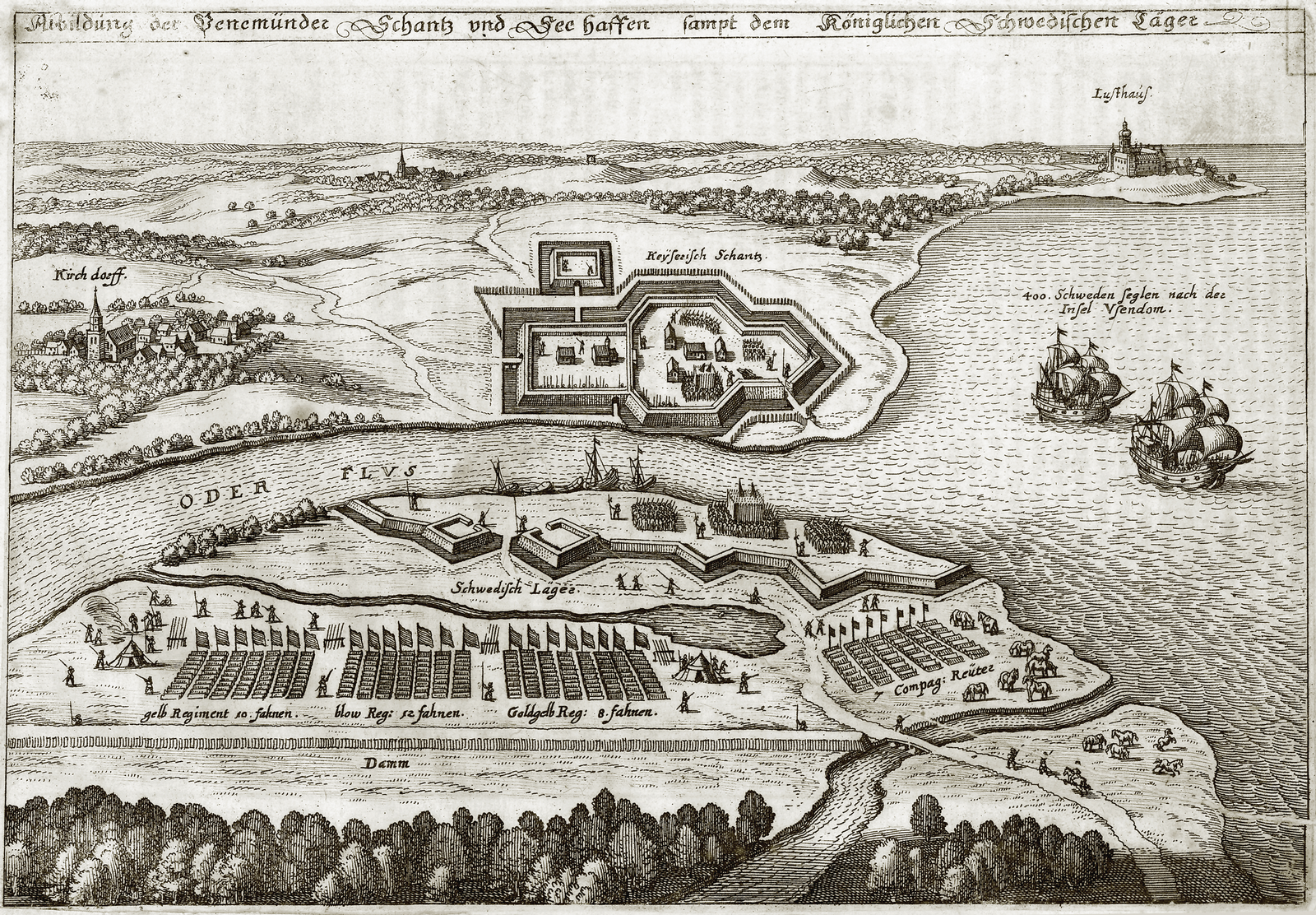
Lądowanie Szwedów w Peenemündeflus w roku 1630

Najstarsza wzmianka o miejscowości pochodzi z 1282, z czasów panowania księcia pomorskiego Bogusława IV. Miejscowość leżała w granicach księstwa pomorskiego aż do wygaśnięcia dynastii Gryfitów w 1637. W czasie wojny trzydziestoletniej, 6 lipca 1630 r. lądował tu Gustaw II Adolf, król Szwecji, razem ze swoją armią. Na mocy postanowień kończącego wojnę pokoju westfalskiego z 1648 miejscowość wraz z Pomorzem Przednim przypadła Szwecji. W 1720 przyłączona do Prus, od 1871 należy do Niemiec.

### Ośrodek badawczy w czasie II wojny światowej

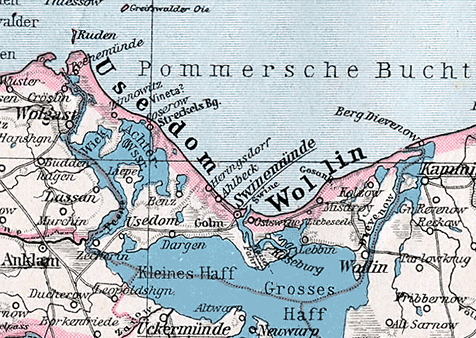
Peenemünde na mapieU z 1905 roku

Ośrodek Heeresversuchsanstalt (Wojskowy Instytut Badawczy) założony został w roku 1937, gdy istniejący pod Berlinem doświadczalny ośrodek rakietowy w pobliżu wsi Kummersdorf-Gut okazał się niewystarczający. Położone na wybrzeżu Bałtyku Peenemünde zapewniało ośrodkowi bezpieczeństwo i pozwalało na kontrolę lotu próbnych egzemplarzy rakiet na przestrzeni ponad 350 kilometrów.
Faktycznie ośrodek doświadczalny Peenemünde składał się z dwóch niezależnych jednostek doświadczalnych, jednej działającej pod nadzorem Wojsk Lądowych – Heer, drugiej działającej pod nadzorem Luftwaffe. Heer nadzorowało Zakłady Doświadczalne (niem. Entwicklungswerk), oficjalnie nazywane Peenemünde-Wschód, zajmujące się budową rakiety pionowego startu, znanej później jako V-2. Kierownikiem ośrodka Peenemünde-Wschód został gen. Walter Dornberger, dyrektorem technicznym ośrodka, kierującym pracami badawczymi – Wernher von Braun. Ośrodek doświadczalny Luftwaffe, nazywany Peenemünde-Zachód, prowadził próby prototypów samolotów i nowych broni lotniczych. Od 1942 r. w tym ośrodku realizowany był najważniejszy projekt Luftwaffe: Fi-103 – budowa bezpilotowego samolotu-pocisku, znanego później pod nazwą V-1. W części ośrodka zajętej przez Luftwaffe (Peenemünde-Zachód) znajdowało się lotnisko, do ośrodka doprowadzona była linia kolejowa. W skład kompleksu wchodziła też fabryka stężonego nadtlenku wodoru, służącego jako utleniacz paliwa rakietowego. Energię potrzebną do produkcji zapewniała węglowa elektrownia znajdująca się na brzegu rzeki.
Prace nad nową bronią Luftwaffe Fi-103 – bezzałogowym samolotem-pociskiem o napędzie odrzutowym – nazwanym później V-1 (niem. Vergeltungswaffe-1, broń odwetowa nr 1) rozpoczęto w początkach roku 1942. Prace nad pociskami rakietowymi prowadzone były od początku lat 30., początkowo w doświadczalnym ośrodku rakietowym w lasach na południe od Berlina, w pobliżu wioski Kummersdorf-Gut, a w 1937 r. przeniesione zostały do nowego ośrodka doświadczalnego w Peenemünde. Pierwszy lot rakiety balistycznej skonstruowanej w tym ośrodku, oznaczanej wówczas jako A4 (niem. Aggregat 4) nastąpił 3 października 1942 r. Rakieta ta otrzymała później oznaczenie V-2 (niem. Vergeltungswaffe-2, broń odwetowa nr 2).
W połowie lata 1943 r. zakończone zostało testowanie pocisków rakietowych A4/V-2 i uruchomiona została linia montażowa tych rakiet w ośrodku doświadczalnym w Peenemünde.
Przy okazji badań nad bronią rakietową opracowano w Peenemünde pod kierownictwem Johannesa Plendla systemy radarowe do nawigacji nocnej oraz wdrożono pierwszy w świecie system telewizji przemysłowej.
Informacje o pracach prowadzonych przez Niemców w Peenemünde docierały na Zachód głównie dzięki wywiadowi polskiej Armii Krajowej,siatce wywiadowczej zorganizowanej i dowodzonej przez płk. Mariana Drobika "Dzięcioła" szefa wywiadu AK, który zbierał informacje wśród Polaków-pracowników przymusowych zatrudnionych w tych zakładach.
Podczas wojny Peenemünde było kilkakrotnie bombardowane przez lotnictwo bombowe brytyjskie (RAF) i amerykańskie (USAAF). Pierwszy nalot przeprowadzony został przez brytyjskie lotnictwo bombowe w nocy z 17 na 18 sierpnia 1943 r. podczas tak zwanej „Operacji Hydra”. W nalocie udział wzięło 596 samolotów bombowych RAF, które zrzuciły 1795 ton bomb. W wyniku ataku zginęło, według oficjalnych danych niemieckich, 815 osób, głównie jeńców wojennych oraz Walter Thiel, szef prac nad silnikami. Celem nalotu RAF był tylko ośrodek Heer Peenemünde-Wschód konstruujący rakiety V-2, wywiad ani dowództwo brytyjskie nie zdawało sobie sprawy z położonego w jego sąsiedztwie ośrodka doświadczalnego Luftwaffe Peenemünde-Zachód, zajmującego się konstruowaniem m.in. broni V-1.
Po tym nalocie zapadła decyzja o przeniesieniu produkcji rakiet V-2 do zakładów podziemnych. Jednocześnie rozpoczęto wzmacnianie istniejących schronów i budowę nowych w kwaterze głównej Hitlera Wilczy Szaniec oraz w kwaterze Naczelnego Dowództwa Wojsk Lądowych (OKH) „Anna” w Mamerkach i kwaterze Himmlera w Pozezdrzu (Hochwald).
W lipcu i sierpniu 1944 r. amerykańskie lotnictwo bombowe USAF przeprowadziło trzy naloty na Peenemünde, bombardując tym razem także ośrodek doświadczalny Luftwaffe Peenemünde-Zachód. 18 lipca 1944 r. miał miejsce pierwszy z tych trzech nalotów na Peenemünde. W przeciwieństwie do nalotu RAF był to nalot dzienny, przeprowadzony pod osłoną lotnictwa myśliwskiego. 379 ciężkich bombowców B-17 „latające fortece” zrzuciło 920,6 ton bomb na Peenemünde.

### Po wojnie

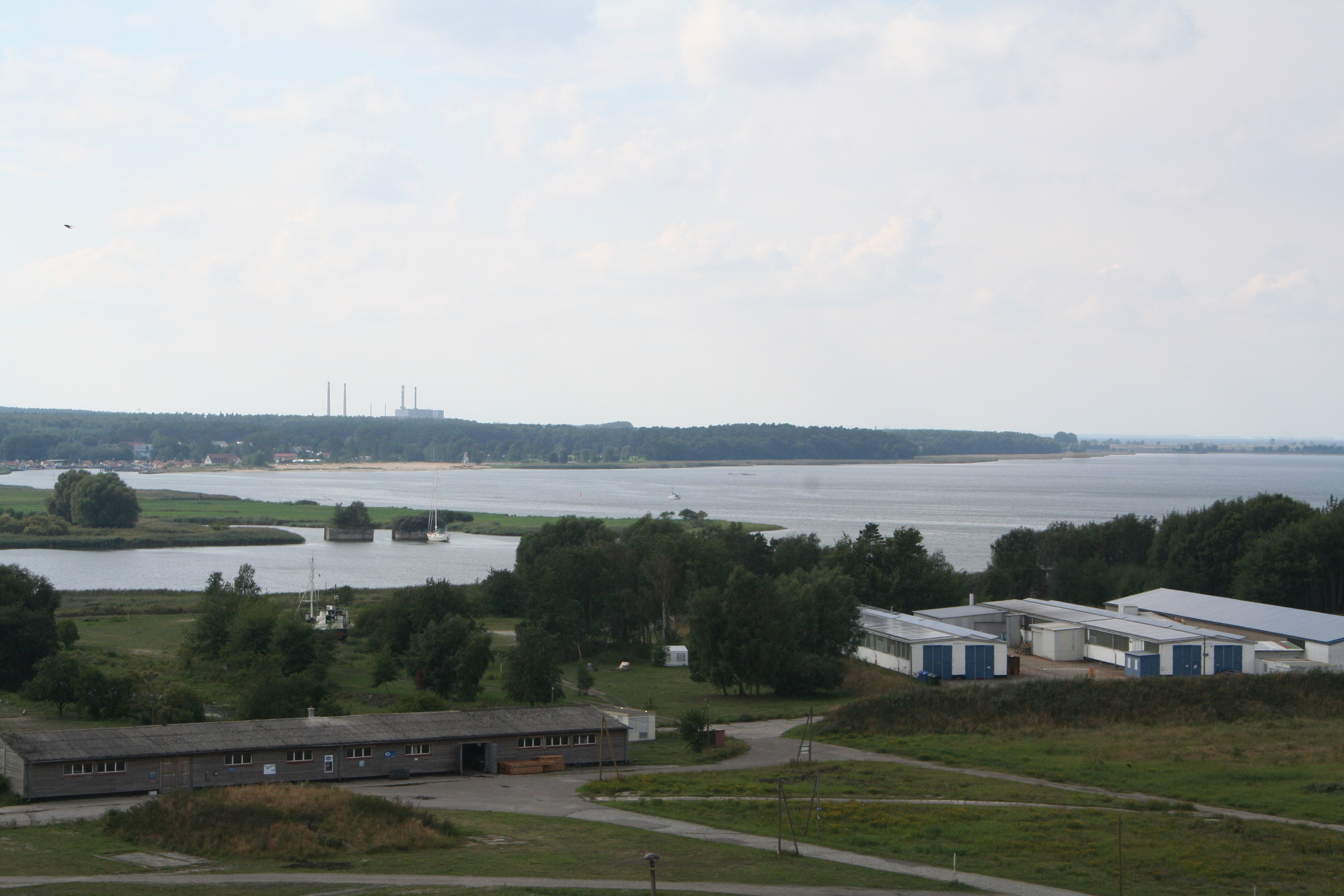
Peenemünde współcześnie

Po zakończeniu wojny większość naukowców pracujących w Peenemünde została przechwycona i wywieziona do Stanów Zjednoczonych w trakcie operacji Paperclip („spinacz”) przeprowadzonej przez amerykańskie służby specjalne. Natomiast Brytyjczycy i Sowieci przechwycili pracowników technicznych z Peenemünde. Na mocy porozumień pomiędzy aliantami ośrodek w Peenemünde został zniszczony. Ocalała jedynie elektrownia, funkcjonująca do upadku Niemieckiej Republiki Demokratycznej a obecnie przerobiona na muzeum, lotnisko i linia kolejowa do pobliskiego uzdrowiska w Zinnowitz.
Lotnisko w okresie istnienia NRD było użytkowane przez jej armię ludową i armię radziecką do czasu jej wycofania do Rosji po upadku muru berlińskiego. Stacjonowały tu m.in. MiGi-21.
W roku 1992 otworzono w Peenemünde centrum historyczne w jednym ze schronów obsługi i na terenie dawnej elektrowni. Prezentowane są w nim informacje dotyczące historii osady, a szczególnie okresu prac nad bronią rakietową.